# Gogen Yamaguchi
Yamaguchi Gōgen (山口剛玄), född 20 januari 1909 i Kagoshima, död 1989, var en känd japansk stormästare och karateinstruktör som grundade Gōjūkai, en organisation inom Gōjū-ryū. Yamaguchi var elev till Miyagi Chōjun i Japan.

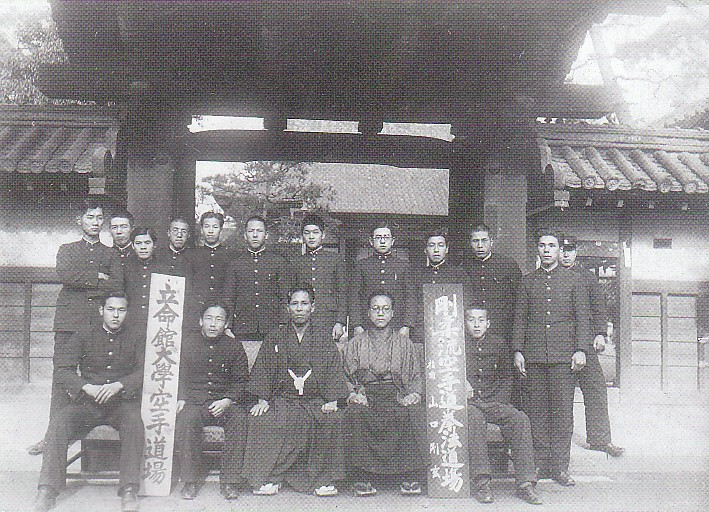
Yamaguchi med elever vid Ritsumeikanuniversitetet 1929. Yamaguchi sitter i mitten.

Yamaguchi bidrog till skapandet av en av flera stilöverspännande karateorganisationer, Japan Karate-dō Federation (JKF).